# NGC 6004
NGC 6004 est une galaxie spirale barrée située dans la constellation du Serpent. Sa vitesse par rapport au fond diffus cosmologique est de 3 937 ± 8 km/s, ce qui correspond à une distance de Hubble de 58,1 ± 4,1 Mpc (∼189 millions d'al). NGC 6004 a été découverte par l'astronome français Édouard Stephan en 1879.
La classe de luminosité de NGC 6004 est II-III et elle présente une large raie HI.
À ce jour, trois mesures non basées sur le décalage vers le rouge (redshift) donnent une distance de 40,533 ± 1,124 Mpc (∼132 millions d'al), ce qui est à l'extérieur des valeurs de la distance de Hubble.
Selon Abraham Mahtessian, NGC 6003 et NGC 6004 forment une paire de galaxies.